# 니콜라이 베르댜예프
니콜라이 알렉산드로비치 베르댜예프(러시아어: Никола́й Алекса́ндрович Бердя́ев, 1874년 3월 18일 ~ 1948년 3월 24일)는 러시아의 사상가이다.

## 소개
1874년에 오늘날 우크라이나의 수도인 키예프에서 태어났다. 그의 가문은 전통적으로 군인을 배출해 왔기 때문에, 그도 유년 시절 사관학교에서 군인 교육을 받았다. 그렇지만 어린 시절부터 인문학적 주제에 관심을 가지고 있던 베르댜예프는 부모의 허락을 받아 사관학교 생활을 중단하고 키예프대학 법학부에서 공부하게 되었다. 그가 대학생활을 하던 1890년대는 러시아의 역사적 진로를 놓고 인민주의자들과 마르크스주의자들 사이에 일대 사상적인 대결이 벌어지고 있었다. 이때 베르댜예프는 마르크스주의 운동에 가담하여 반정부 투쟁을 벌이다가 체포되어 볼로그다에서 유형 생활을 하게 되었다. 그렇지만 그는 곧 유물론적인 마르크스주의를 비판하면서, 기독교를 기반으로 한 독창적인 사상을 발전시켜 나가게 되었다. 특히 그의 사상은 인격이 지닌 자유의 중요성을 강조하였다. 그리하여 그는 마르크스주의자들의 극단성과 파괴성을 우려하면서, 1917년에 발발하게 될 러시아 혁명의 성격을 예견하였다. ≪인텔리겐치아의 정신적 위기≫, ≪자유의 철학≫, ≪창조의 의미, 인간의 정당화 경험≫과 같은 책들은 바로 베르댜예프의 이런 사상의 초석을 놓은 저서들이었다.
베르댜예프는 학문적인 명성 덕분에 러시아 혁명 직후인 1920년에는 모스크바대학에 교수로 초빙되기도 하였다. 그러나 소비에트 정권은 사회주의 건설에 걸림돌이 될까 우려하여 일군의 지성인들과 함께 그를 국외로 추방하고 말았다. 그는 그 이후에 베를린과 파리에서 종교철학 아카데미를 설립하여 활발한 강연 활동과 저술 활동을 하게 되었다. 그는 추방 시기에 자유와 인격에 대한 해석을 역사철학적으로 더욱 정교하게 가다듬었다. 그리하여 ≪역사의 의미≫, ≪새로운 중세≫, ≪러시아의 이념≫, ≪러시아 공산주의의 기원과 의미≫ 등과 같은 명저들이 출간되어 나오게 되었다.

## 현대 세계의 인간 운명
《현대 세계의 인간 운명》은 1934년에 출간된 베르댜예프의 대표작 중 하나로서, 현대의 성격을 면밀하게 분석한 결과물이라고 말할 수 있다. 여기서 베르댜예프는 스탈린 치하의 소련 공산주의, 히틀러 치하의 독일 파시즘 체제, 그리고 서구의 자유주의 체제를 독특한 관점에서 해석하였다. 그에 따르자면, 이 세 체제는 얼핏 보면 서로 간에 적대적인 태도를 보이는 것 같지만, 사실 비인간화라는 점에서는 공통점을 가지고 있었다. 왜냐하면 이런 체제들은 폭력적인 방식으로나 자본의 힘을 가지고 하나같이 인격의 자유를 억압하고 있기 때문이다. 베르댜예프는 이런 상황을 극복하기 위한 길을 기독교에 근거를 둔 영적 능력의 계발을 통해서 찾고자 하였다. 그렇지만 베르댜예프는 현상으로서의 기독교 조직에는 그다지 만족하지 않았다. 그것은 물질주의, 초월적인 이기주의 등에 물들어 있어서 진정한 기독교적 사명을 담당할 수 없었다. 따라서 그는 기독교가 편협성을 버리고 사랑과 자유에 대한 올바른 관점을 회복함으로써만 이런 일을 감당할 수 있다고 보았다.
베르댜예프는 러시아에 수립된 공산주의 정권만이 아니라 이탈리아에서 새롭게 등장하고 있던 파시즘, 그리고 1930년대 초에 독일의 집권 세력이 된 국가사회주의를 주목하면서 자신의 역사철학적 관점을 더욱 발전시켜나갔다. 그 결과 베르댜예프의 역사철학을 담은 대표적인 저술인 ≪현대 세계의 인간 운명≫이 1934년에 출간되었다. ‘자유의 포로’라는 별칭을 지닌 베르댜예프 사상의 핵심 개념은 ‘자유’와 ‘인격’이라고 볼 수 있는데, 이 책에서 이 두 개념은 제1차 세계대전 이후의 세계를 대상으로 한 역사철학적 관점에서 조명되고 있다.
베르댜예프가 보기에, 인간은 바로 신의 형상(образ)과 모양(подобие)으로 만들어진 인격적 존재였다. 그가 말하는 인격(personality)은 내적인 중심을 갖춘 통합적인 존재로서의 인간의 참모습을 말하는 것으로서, 실존주의 철학자들이 말하는 ‘실존(existence)’과는 다른 것이었다. 흔히 20세기 최고의 철학자로 일컬어지는 하이데거가 “던져져 있으면서 앞으로 내던지는(geworfener Entwurf)” 실존을 말했다면, 베르댜예프는 이러한 하이데거의 철학에서 ‘절망의 철학이자 절대적인 비관론’의 모습을 보았다. 베르댜예프는 종종 기독교 실존주의 철학자라고 불리기도 하지만, 사실 그는 실존주의 철학의 범주에 머물러 있지는 않았다. 그는 막스 셸러(Max Scheler)나 자크 마리탱(Jacques Maritain)과 같은 세계적인 철학자들과 교유하면서, 실존주의 철학을 넘어선 독특한 ‘인격주의’ 철학을 발전시켰다는 평가를 받고 있다.
베르댜예프에 따르자면, 인격은 신의 형상을 닮은 모습이면서도 자유를 그 본질로 삼고 있었다. 여기서 그가 말하는 자유는 정치적인 차원이나 사회경제적인 차원으로 국한될 수 없는 인간 정신의 영원한 근거였다. 이 책에서도 잘 설명되어 있듯이, 소련에서 성립된 공산주의 체제라든지 이탈리아에서 성립된 파시즘 체제라든지 독일에서 성립된 히틀러의 국가사회주의 체제는 하나같이 인격의 자유를 억누르는 집단주의의 산물로서 심지어 광기에 사로잡힌 형태라고도 볼 수 있었다.
베르댜예프는 ≪현대 세계의 인간 운명≫에서 공산주의와 파시즘, 그리고 국가사회주의만 비판하고 있는 것이 아니다. 그는 소위 ‘경제적 자유’가 보장되고 있다고 자부하고 있는 자본주의적 의회민주주의 체제의 문제점도 예리하게 파고들고 있다. 실업 문제 등에서 드러나는 것처럼, 익명화된 자본주의는 ‘생산이 인간을 위해서 존재하는 것이 아니라 인간이 생산을 위해서 존재하는’ 결과를 낳았다. 베르댜예프의 냉정한 평가에 따르자면, 현대의 기술 발전으로 인하여 인간은 기계에 예속되어 전일성(全一性)을 상실하고 파편화되어 버렸다.
베르댜예프가 ≪현대 세계의 인간 운명≫에서 바라본 인간의 운명은 이처럼 심각한 위기에 처해 있었다. 20세기 전반의 실존주의 철학자들도 베르댜예프처럼 현대 사회에서 인간이 집단의 한 단위이자 하나의 기계 부품으로 비인간화되어 가는 모습을 지적했다. 그렇지만 막연한 방식으로 불안의 극복을 외쳤던 실존주의와는 달리, 베르댜예프는 현대 사회 인간이 처한 위기의 탈출 방법도 제시하고 있다. 그것은 바로 문제의 근원인 인격을 회복하는 것이다. 베르댜예프는 이러한 길을 인격과 공동체의 원칙을 결합시키는 ‘인격주의적인 사회주의’라고 부르고 있다.
- 조호연 역, 지만지, ISBN 978-89-6680-350-7

## 저서 목록
- 1901 주체와 공동체의 철학 - 김규영 역
- 1939 노예냐 자유냐 - 이신 역 | 늘봄출판사
- 1941 도스토옙스키의 세계관 - 이종진 역 | HUINE
- 1957 현대 세계의 인간 운명 - 조호연 역 | 지만지
- 1933 인간과 기계 - 안성헌 역 | 대장간

## 같이 보기
- 기독교 철학
- 표도르 도스토옙스키
- 쇠렌 키르케고르
- 러시아의 철학자 목록